# Aporia joubini
Aporia joubini är en fjärilsart som först beskrevs av Charles Oberthür 1913.  Aporia joubini ingår i släktet Aporia och familjen vitfjärilar. Inga underarter finns listade i Catalogue of Life.